# Paul Copley
Paul Mackriell Copley (Denby Dale, 25 november 1944) is een Brits acteur. 

## Biografie
Copley werd geboren in Denby Dale in een familie die allen betrokken was in lokale theaterproducties. Hij doorliep het secundair onderwijs aan de Penistone Grammar School in Penistone en aan de Northern Counties College of Education in Newcastle upon Tyne. Hij studeerde af in Engels en drama in Walthamstow, voordat hij zich in 1971 voegde bij het theatergezelschap Leeds Playhouse Theatre in Leeds. Hier leerde hij zijn toekomstige vrouw kennen, actrice Natasha Pyne met wie hij in 1972 trouwde. 
Copley begon in 1973 met acteren voor televisie in de televisieserie ITV Saturday Night Theatre, waarna hij in nog meer dan 135 televisieseries en films speelde. 

## Filmografie

### Films
Selectie:
- 2022 Downton Abbey: A New Era - als Mason
- 2020 Enola Holmes - als station meester
- 2002 AKA - Albert Walker - als Danny Peck
- 2001 Blow Dry - als Ken
- 1993 The Remains of the Day - als Harry Smith
- 1977 A Bridge Too Far - als soldaat Wicks

### Televisieseries
Selectie:
- 2019-2023 The Archers - als Leonard Berry - 55 afl.
- 2020-2021 Coronation Street - als Arthur Medwin - 39 afl.
- 2012-2020 Last Tango in Halifax - als Harry - 14 afl.
- 2017 Trust Me - als Arthur Hardacre - 3 afl.
- 2017 Broken - als Joe Kerrigan - 4 afl.
- 2016 Suspects - als Joseph Kramer - 2 afl.
- 2011-2015 Downton Abbey - als mr. Mason - 16 afl.
- 2012 White Heat - als Alan - 4 afl.
- 2010 Casualty - als Arthur - 4 afl.
- 2009 Torchwood - als Clement McDonald - 4 afl.
- 2009 Doctors - als Eric Wylie - 3 afl.
- 2007 Coronation Street - als Ivor Priestley - 10 afl.
- 2006 The Bill - als Douggie Price - 2 afl.
- 2005 Dead Man Weds - als blinde man - 5 afl.
- 2004 Best Friends - als opa van Gemma - 5 afl.
- 2003 Silent Witness - als Laurence Parkin - 2 afl.
- 2003 How Clean Is Your House? - als verteller - 8 afl.
- 1998-2003 Hornblower - als Matthews - 8 afl.
- 1999 The Worst Witch - als Algernon Rowan-Webb - 4 afl.
- 1999 Queer as Folk - als Roy Maloney - 2 afl.
- 1997-1999 The Lakes - als Peter Quinlan - 13 afl.
- 1996-1997 This Life - als Jerry Cook - 6 afl.
- 1994-1995 Roughnecks - als Ian - 13 afl.
- 1993-1995 Cracker - als patholoog - 5 afl.
- 1985 The Bright Side - als Lionel Bright - 5 afl.
- 1973-1981 Play for Today - als diverse karakters - 6 afl.
- 1979 After Julius - als Dan - 3 afl.
- 1975 Trinity Tales - als Dave the Joiner - 6 afl.
- 1975 Days of Hope - als Ben Matthews - 4 afl.

- International Standard Name Identifier: 0000 0000 7909 8688
- Library of Congress Control Number: no2008180678
- Nationale Bibliotheek van Tsjechië: pna2009482629
- Virtual International Authority File: 4761789
- WorldCat: E39PBJxxjR6K77hhWKPdXJpgKd